# Мужицкий (посёлок)
Мужицкий — посёлок в Мценском районе Орловской области России. Входит в состав Воинского сельского поселения.

## География
Посёлок находится в северной части Орловской области, в лесостепной зоне, в пределах центральной части Среднерусской возвышенности, на расстоянии примерно 8 километров (по прямой) к югу от города Мценска, административного центра района. Абсолютная высота — 236 метров над уровнем моря. К западу от населённого пункта проходит федеральная автотрасса М2.
Климат характеризуется как умеренно континентальный с умеренно морозной зимой и теплым, иногда жарким летом. Средняя многолетняя температура самого холодного месяца — января, составляет −9,4°С, температура самого теплого +19°С.
Часовой пояс
Посёлок Мужицкий, как и вся Орловская область, находится в часовой зоне МСК (московское время). Смещение применяемого времени относительно UTC составляет +3:00.

## Население
| 2010 |
| ---- |
| 0    |